# Stift Neuberg
Het Stift Neuberg is een voormalig cisterciënzer klooster in Neuberg an der Mürz in Stiermarken, Oostenrijk. Het heeft als een van de weinige nog bestaande Oostenrijkse kloosters het middeleeuwse karakter in grote mate weten te behouden.

## Geschiedenis
Het klooster werd in 1327 door de Habsburgse hertog Otto de Vrolijke ter gelegenheid van de geboorte van zijn zoon Frederik opgericht.
Vanaf 1330 werd de monumentale hooggotische hallenkerk gebouwd, die pas onder keizer Frederik III in 149 werd voltooid. De houten dakconstructie van de kerk uit de eerste helft van de 15e eeuw bestaat uit meer dan 1.100 m³ larikshout en geldt in zijn soort als het grootste en belangrijkste bewaarde houten dakgestoelte van de Duitstalige landen.
In de kerk domineert het vroeg-barokke hoogaltaar, dat in 1612 werd gebouwd. Uit de periode van de gotiek bleven het levensgrote zandstenen beeld van de Madonna van Neuberg en verscheidene drieluiken bewaard. De kruisgang met de kapittelzaal bezit kostbare reliëfs, die tot de belangrijkste 14e-eeuwse beeldhouwwerken van Oostenrijk worden gerekend.
Na een wisselende geschiedenis werd het klooster in 1786 door keizer Jozef II in het kader van de kerkhervorming gesloten. De kloosterkerk werd de parochiekerk van Neuberg en de kloostergebouwen kwamen in het bezit van de staat. Een zuidoostelijke vleugel van het klooster werd in 1850 tot een jachtslot voor keizer Frans Jozef verbouwd.
In het jaar 1996 werd het complex in het kader van de Steirische Landesausstellung grondig gerestaureerd.

## Afbeeldingen

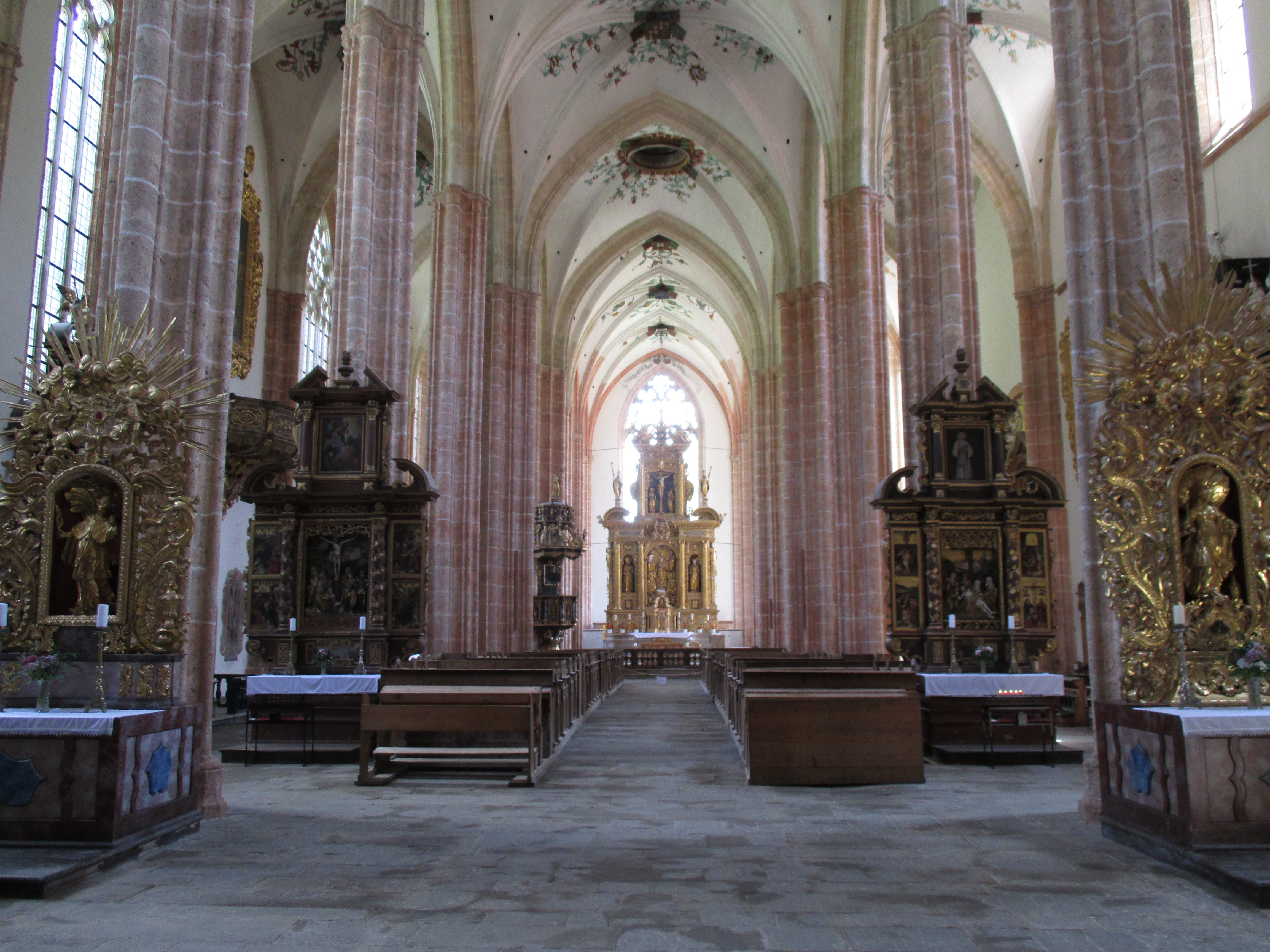
Interieur
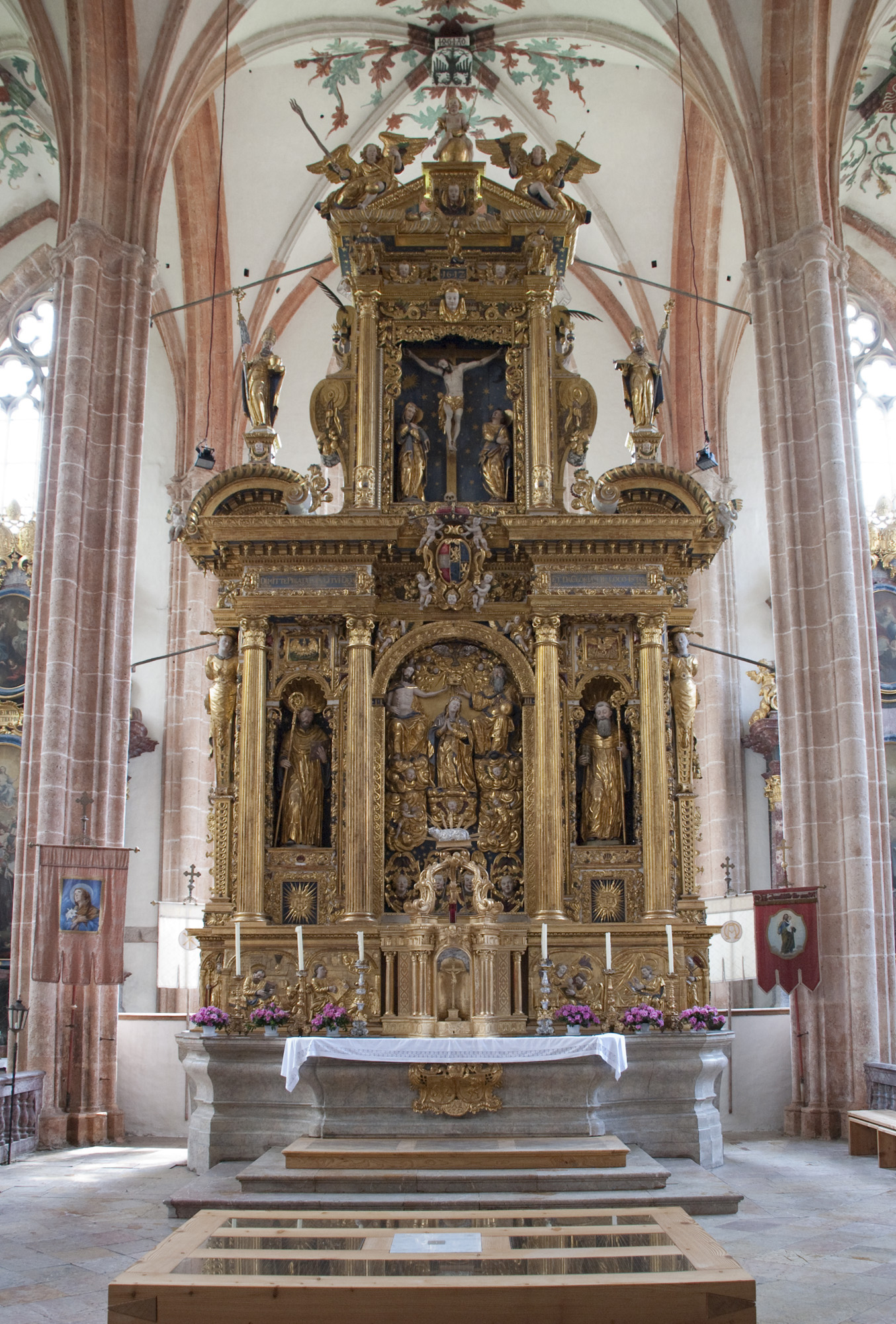
Hoogaltaar
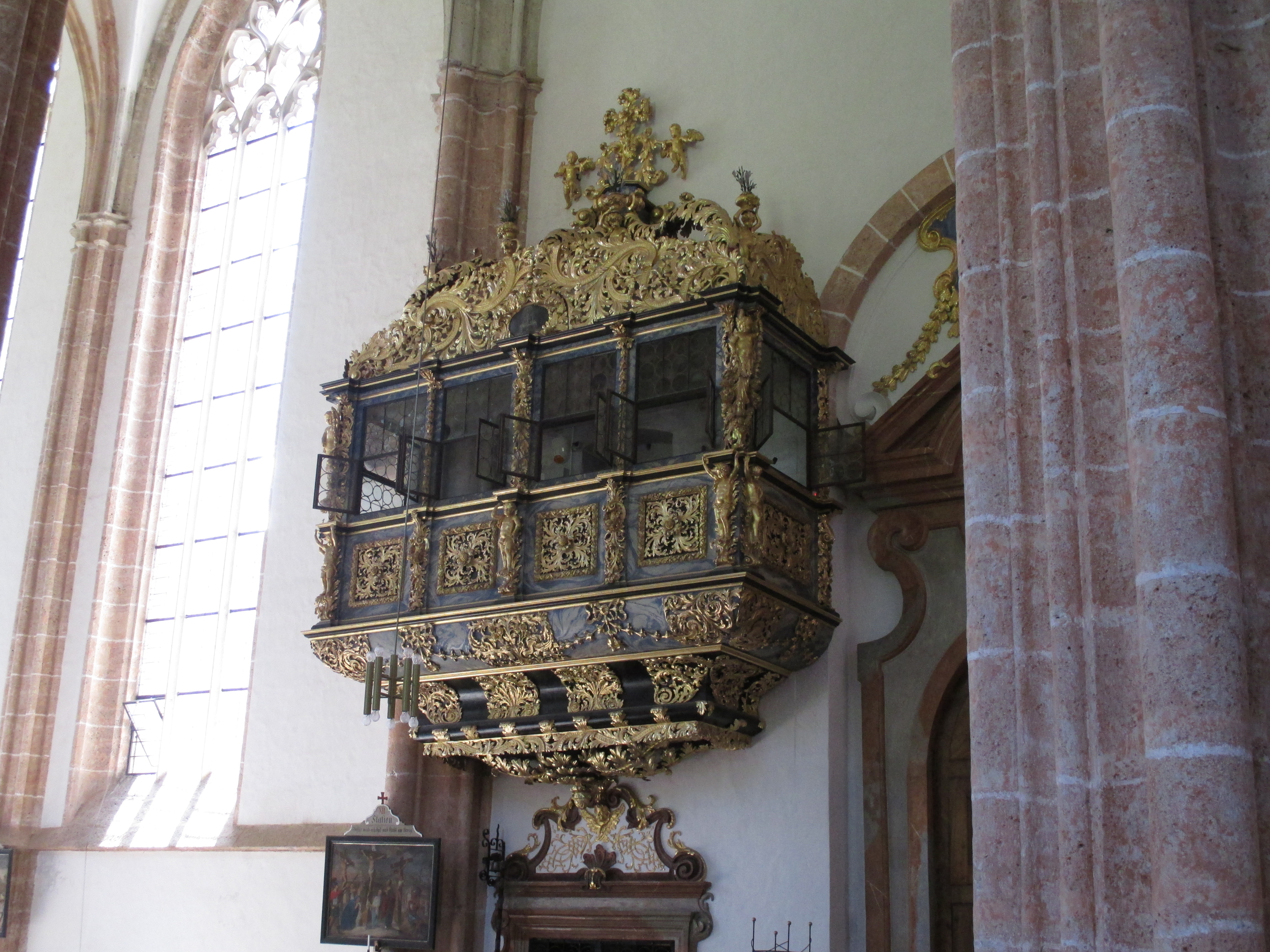
Loge
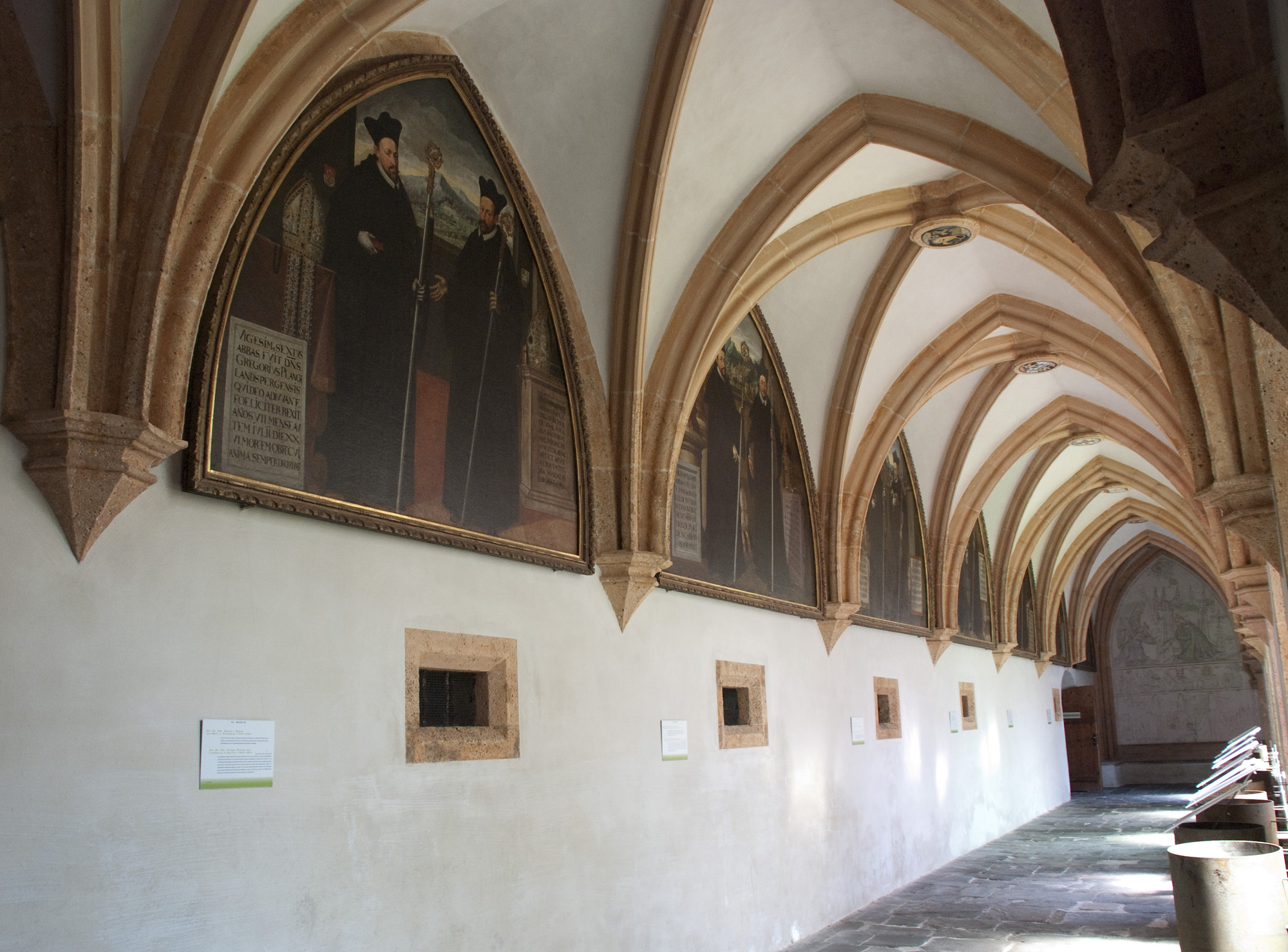
Kruisgang
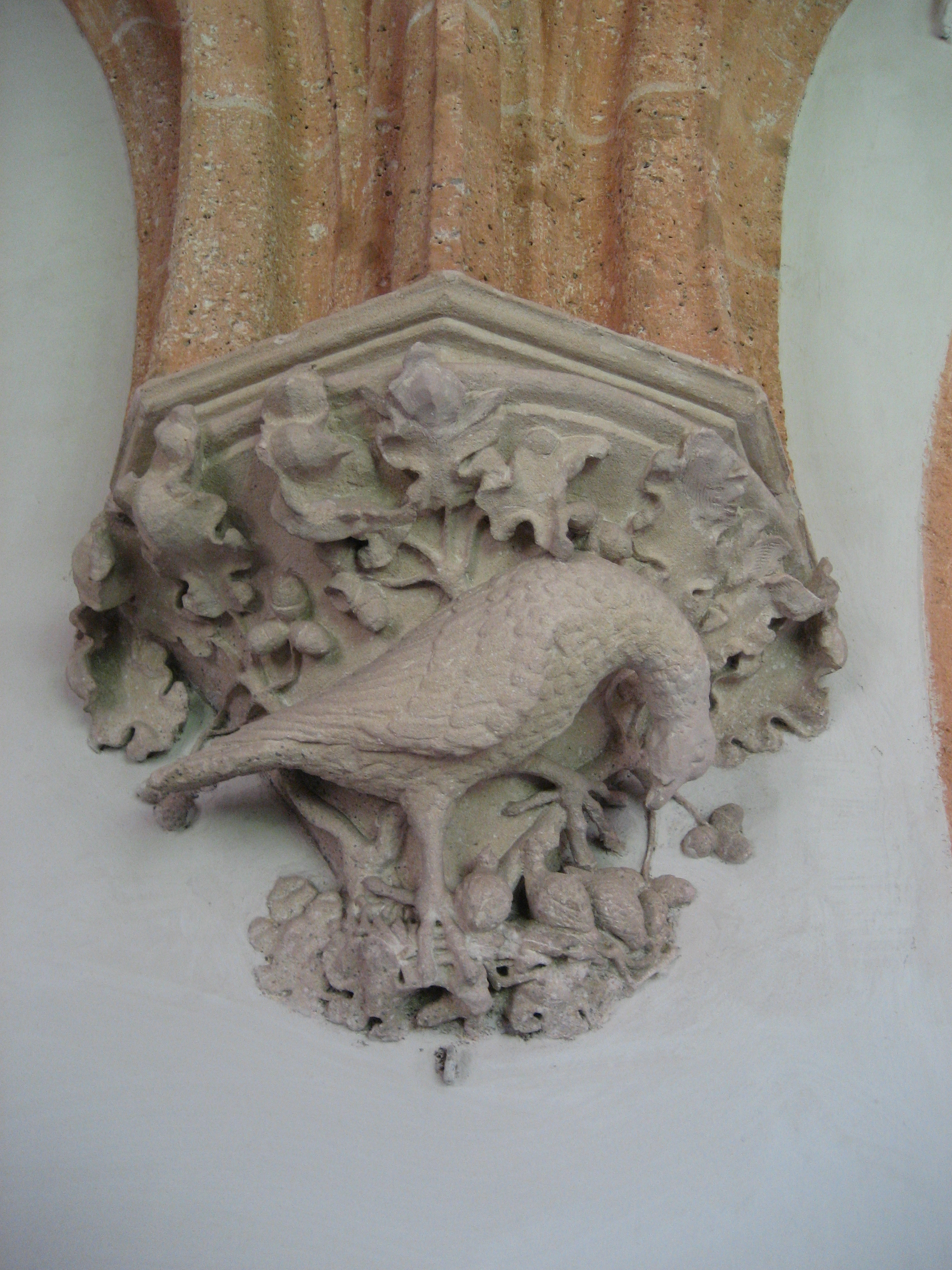
Kapiteel in de kruisgang